# Shinʼichi Makino
Shin’ichi Makino (牧野 信一); 12 novembre 1896 à Odawara, préfecture de Kanagawa - 24 mars 1936, est un écrivain japonais.

## Biographie
Makino étudie la littérature anglaise à l'université Waseda. Il se forme d'abord auprès de Zenzō Kasai, mais une tendance fantastique humoristique et romantique se fait rapidement jour dans son œuvre. Makino publie plusieurs romans dans le style « Je roman », dont Chichi o uru ko (1924) et Kinada mura (1936). Malade, il met fin à ses jours en 1936.
Seule une nouvelle de l'auteur, écrite en 1931, a été traduite en français par Brigitte Allioux : Zéron (Zêron), dans Anthologie de nouvelles japonaises contemporaines (Tome II), Gallimard, 1989.

## Source de la traduction
- (de) Cet article est partiellement ou en totalité issu de l’article de Wikipédia en allemand intitulé « Makino Shinʼichi » (voir la liste des auteurs).
- Notices d'autorité :   - VIAF
  - ISNI
  - IdRef
  - LCCN
  - GND
  - Japon
  - CiNii
  - Pays-Bas
  - Israël
  - Corée du Sud
  - WorldCat